# Trichobius pseudotruncatus
Trichobius pseudotruncatus är en tvåvingeart som beskrevs av Jobling 1939. Trichobius pseudotruncatus ingår i släktet Trichobius och familjen lusflugor. Inga underarter finns listade i Catalogue of Life.